# Louis-Eugène Cavaignac
Louis Eugène Cavaignac (ur. 15 października 1802 w Paryżu, zm. 28 października 1857 na zamku Ournes pod Flée, departament Sarthe) – francuski generał, generalny gubernator i szef rządu w 1848, zwany „czerwcowym rzeźnikiem” z powodu krwawego stłumienia robotniczego powstania w czerwcu 1848.

## Historia
Jego ojcem był rewolucyjny polityk Jean-Baptiste Cavaignac, członek jakobińskiego Komitetu Bezpieczeństwa Publicznego. Za namową ojca Cavaignac w 1820 zapisał się do szkoły wojskowej przy École Polytechnique. Podobnie jak ojciec był z poglądów gorliwym zwolennikiem republiki, przez co początkowo nie przyjęto go na służbę w armii, lecz interwencja wuja – generała Jacques’a-Marie Cavaignaca de Baragne’a – sprawiła, że zyskał służbowy przydział. Po ukończeniu studiów wojskowych w 1824 do 2 pułku pionierów, gdzie w 1828 uzyskał stopień kapitana walcząc w Grecji w oddziałach wspierających tamtejszych powstańców. Z powodu republikańskich przekonań w 1832 odkomenderowano go na służbę do Algierii, gdzie w rychłym tempie awansował, a jego zdolności militarne zaczęły w oczach zwierzchników przysłaniać jego osobiste poglądy. W Algierii Cavaignac przy pomocy bezwzględnych metod dokonywał destrukcyjnych najazdów na wioski Arabów, zaś w 1844 wydał rozkaz wyduszenia dymem szukających schronienia w jaskini Arabów. Dzięki odwadze wykazanej podczas bojów w Algierii w 1844 był już generałem brygady. Krótko po wybuchu rewolucji lutowej awansował do stopnia generała dywizji. Otrzymał również nominację na gubernatora Algieru w 1848, której to prowincji nadał nazwę „Republiki Algieria”.
Dwukrotnie piastował urząd ministra wojny Francji, od 20 marca do 5 kwietnia 1848 oraz od 17 maja do 28 czerwca 1848. Wcześniej odmawiał, gdy proponowano mu objęcie tego urzędu, wolał bowiem walczyć o mandat do Zgromadzenia Narodowego. Zmienił zdanie po wygraniu wyborów. W czerwcu 1848 musiał zmierzyć się z robotnikami protestującymi przeciw wyeliminowaniu własnych przywódców ze Zgromadzenia Narodowego. Cavaignac krwawo stłumił demonstracje i został przewodniczącym rządu, zyskując rzeczywistą władzę we Francji. Na tym stanowisku przystąpił do realizacji republikańskich reform o umiarkowanym charakterze. Rozszerzył wyborcze prawo i uchwalił nową republikańską konstytucję. Pozyskał uznanie przez Rosję swego republikańskiego rządu i zakończył konflikt między Królestwem Sardynii a Austrią we Włoszech. Te sukcesy nie wystarczyły, by w grudniu 1848 wygrać wybory prezydenckie, został bowiem pokonany przez Ludwika Napoleona Bonapartego.
Po utracie władzy na rzecz Bonapartego Cavaignac poświęcił resztę swej kariery politycznej na rzecz wystąpień przeciwko władzy swego rywala. W 1851 na krótki czas był aresztowany. W 1852 wybrano go do Zgromadzenia Legislacyjnego. Odmówił złożenia przysięgi Bonapartemu, który w tym czasie koronował się na cesarza Napoleona III. Ten krok pozbawił generała mandatu, który jednak odzyskał w 1857. Wtedy sytuacja się powtórzyła: Cavaignac po raz kolejny odmówił przysięgania Napoleonowi i znów został wykluczony z parlamentu. Cavaignac zmarł 28 października 1857 na terenie swojej posiadłości w departamencie Sarthe.

### Dzieła
- De la régence d’Alger, note sur l’occupation. – Paris : Victor Magen, 1839.